# DonesTech
DonesTech és un col·lectiu que investiga i intervé en el camp de les dones i els nous suports o noves tecnologies de la informació i la comunicació (TIC). Va néixer a Barcelona el 2006, convertint-se en un element clau per entendre la recerca i acció ciberfeminista en els entorns activistes.
Des de DonesTech es realitzen recerques sobre l'ús de les TIC per part de les dones, la participació de les dones en la societat de la informació, l'accés i ús de les TIC per part de les dones i el ciberfeminisme per part de tecnoartistes. DonesTech ha estat un grup pioner en la recerca-acció ciberfeminista a Catalunya i la resta de l'estat espanyol. Han investigat els processos d'inclusió de les dones en les TIC i, específicament, a les tecnòlogues artístiques i a les dones furoneres (pirateig informàtic) També s'han dedicat a la producció audiovisual i el desenvolupament de visualitzacions informàtiques sobre les relacions de les dones i les TIC. A més, treballen per visibilitzar i fer front a les violències masclistes digitals, facilitar eines per a l'autodefensa digital feministes i unes relacions digitals lliures i segures. Finalment, treballen intensament en activitats formatives i han elaborat diversos materials didàctics i guies sobre gènere i noves tecnologies.
DonesTech també ha col·laborat amb diverses entitats i col·lectius i ha participat en festivals, conferències i congressos per difondre i visibilizar les experiències de les dones amb les tecnologies.